# ココロスカイ
「ココロスカイ」は、寿美菜子の楽曲。彼女の4枚目のシングルとして2012年4月11日にミュージックレインから発売された。

## 概要
寿のシングルとしては前作「Dear my…」から約7か月ぶりのリリース。
ディスクジャケットのテーマは「私の中の新しい1ページをめくる」で、これからの未来を表現するためページは白紙のままになっている。また、PVではショートカットやアフロに挑戦している。本作についてhotexpressの平賀哲雄は、「憂鬱な朝の出勤時などに聴いたら、その効果は絶大だろう。」と評した。
シングルは初回限定盤（SMCL-260）と通常盤（SMCL-262）の2種リリースで、初回限定盤には本曲のPVを収録したDVDが同梱されている。

## 収録曲
1. ココロスカイ [4:34]
作詞：秦千香子、作曲・編曲：野井洋児
寿曰く「ライブで盛り上がれるロックっぽい曲」、「前に進めるような応援ソング」で、歌詞にも「新しい自分」、「新しいスタート」を彷彿とさせるものが込められている[1]。
当初は春にシングルがリリースされた経験がないため、春に自分のイメージにを重ね辛く、曲調も「ミディアムバラードでほんのり歌いあげるような曲」を検討していた[1]。
タイトル派候補として上がった「心空」、「Hello」の中で前者をカタカナ表記にする事を思いついたが納得できず、字面が良い上に口に出したくなる「ココロスカイ」を思い付き、「ソラ」を英語にした所、作詞家のゴーサインを貰った[1]。
2. Like a super woman [3:34]
作詞：片山義美、作曲・編曲:原田アツシ
カラオケでストレス発散できた感想がもらえるような曲にしたいと考えて書かれた[1]。
Womanが並んでいる部分は4つの声を重ねて録られた[1]。
3. ココロスカイ（Instrumental）

DVD（初回限定盤のみ）
1. ココロスカイ Music Clip

## 収録作品

### アルバム
| 発売日        | アルバムタイトル | 備考                  |
| ココロスカイ  | ココロスカイ     | ココロスカイ          |
| ------------- | ---------------- | --------------------- |
| 2012年9月12日 | My stride        | 1stオリジナルアルバム |

### Blu-ray Disc / DVD
| 発売日        | BD/DVD タイトル                                               | 備考                        |
| ココロスカイ  | ココロスカイ                                                  | ココロスカイ                |
| ------------- | ------------------------------------------------------------- | --------------------------- |
| 2013年3月27日 | 〜Sphere’s orbit live tour 2012 FINAL SPECIAL STAGE〜 LIVE BD | スフィア4作目のライブBD/DVD |